# Forellenbirne

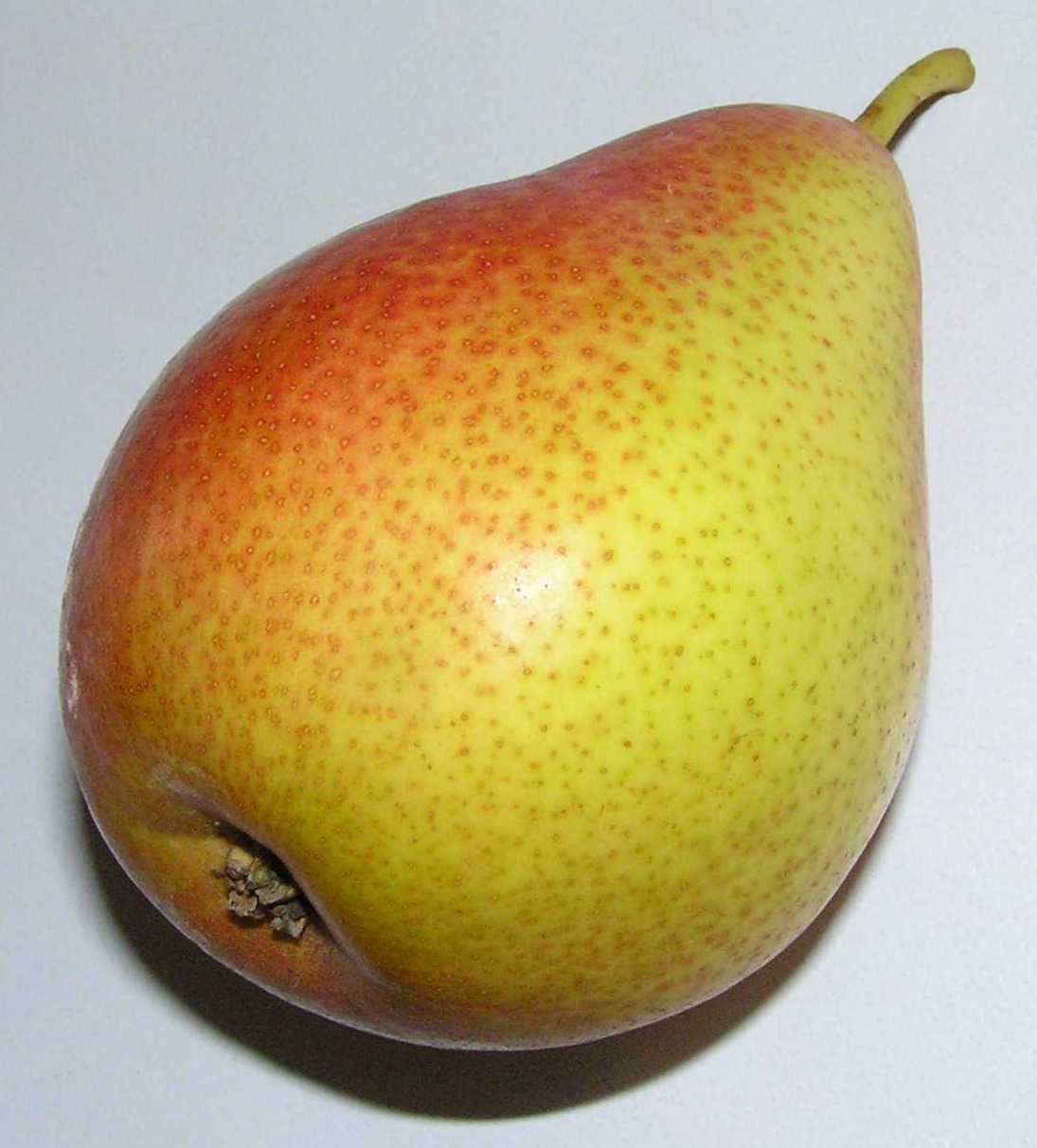
Forellenbirne

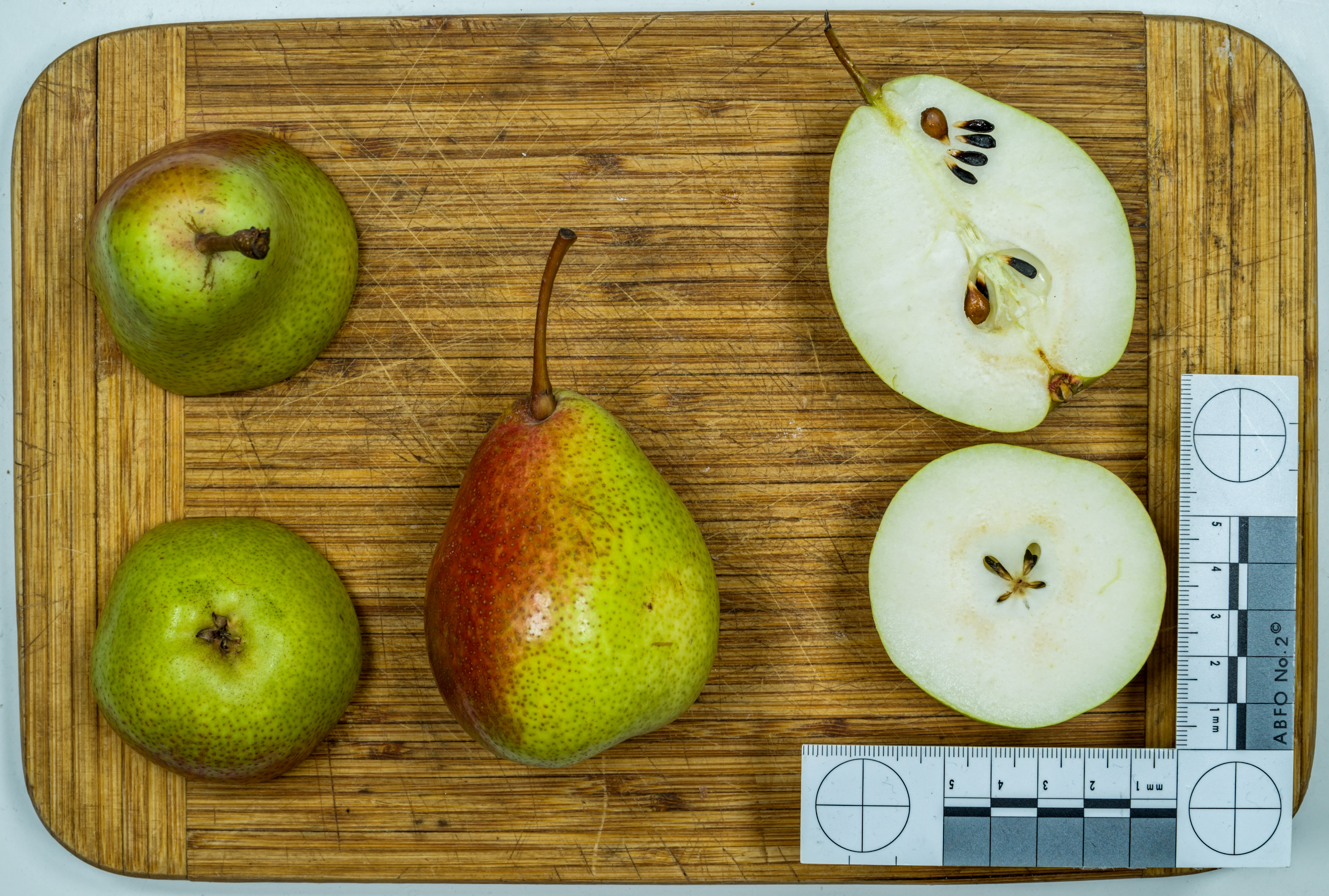
Ansicht der Frucht und Querschnitt

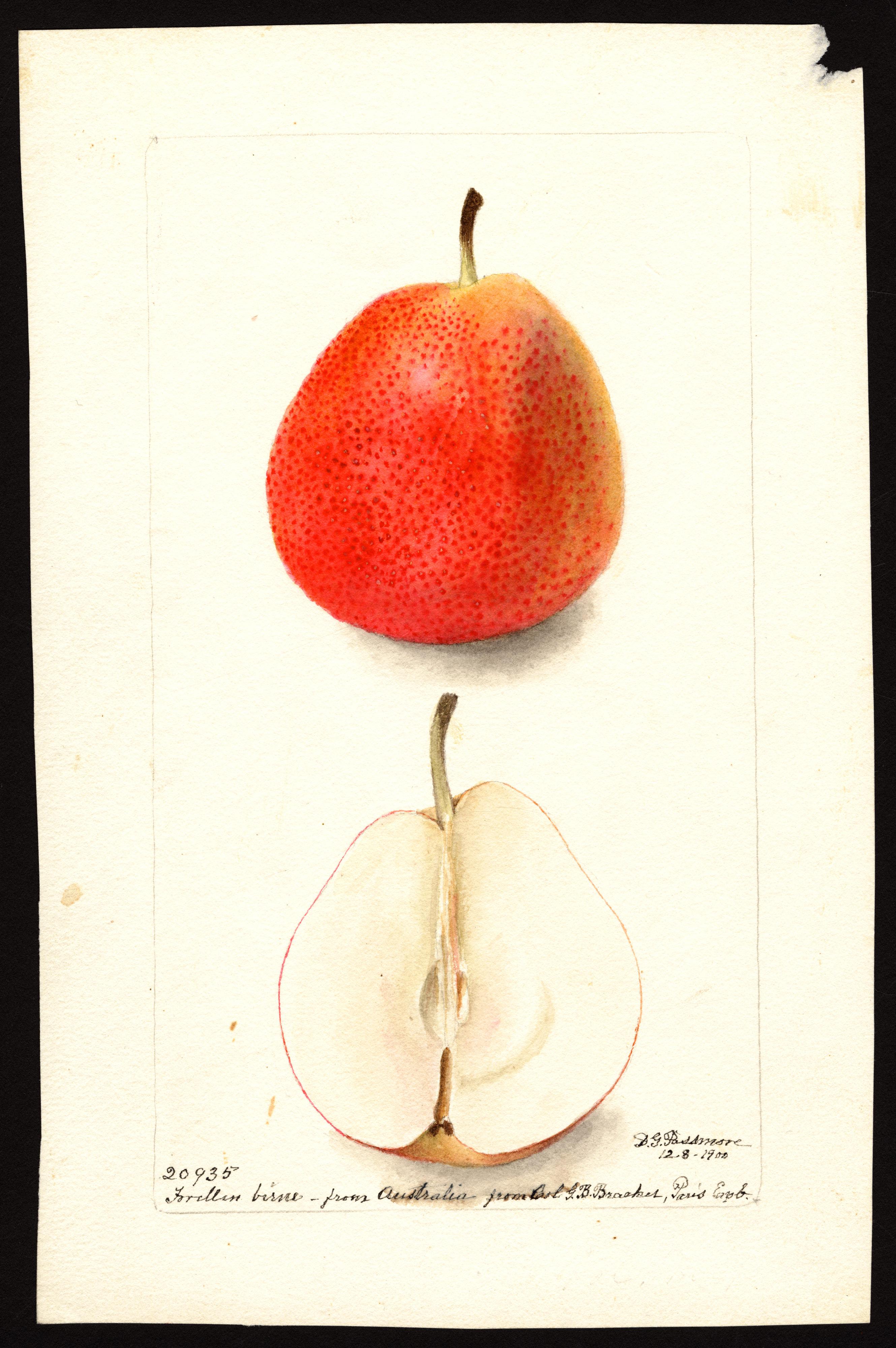
Aquarell der Forellenbirne

Die Forellenbirne (häufig nur Forelle, sonst auch Herbstforellenbirne oder Beckenbirne genannt) ist eine Sorte der Birne (Pyrus communis) unklarer Herkunft. Johann Ludwig Christ beschrieb die Sorte 1797 im Handbuch über die Obstbaumzucht und Obstlehre als „deutsche Nationalfrucht“, allerdings soll in Frankreich schon 1670 eine Forellenbirne erstmals erwähnt worden sein.
Die Bäume wachsen mittelstark mit schräg ansteigenden Ästen, die eine schlanke Krone bilden. Die Blätter sind im Austrieb stark behaart. Die Blütezeit ist spät.
Die optisch sehr ansprechende Sorte verdankt ihren Namen den vielen großen, rot umsäumten Punkten auf der Schale, die entfernt an eine Forellenhaut erinnern. Die Grundfarbe ist hellgrün bis hellgelb, die Deckfarbe deutlich orange- bis dunkelrot. Die mittelgroße Frucht, deren Form zwischen kreisel- und birnenförmig variiert, hat ein weißes, butterhaft schmelzendes, saftiges Fleisch und wird von Diel (1806) als Birne „vom allerersten Rang“ eingestuft. Der Geschmack ist süß, feinsäuerlich und bei warmem Standort angenehm aromatisch. Die Früchte reifen Anfang Oktober und können von Ende Oktober bis Ende November verzehrt werden.
Eine optimale Fruchtqualität wird nur auf fruchtbaren, warmen Standorten erzielt. Um die sortenbedingt hohe Anfälligkeit für Schorf nicht zu erhöhen, sollten windoffene, freie Lagen bevorzugt werden. Die Notwendigkeit warmer Standorte und die Schorfanfälligkeit haben diese früher weit verbreitete Birnensorte selten werden lassen, obwohl Aussehen und Geschmack auch heutigen Ansprüchen voll genügen.
Die Forellenbirne ist vermutlich ein Elternteil der ‘Nordhäuser Winterforellenbirne’ (1864) und kann eventuell mit der ’Guten Luise von Avranches’, mit ‘Sterckmans Butterbirne’ und mit der ‘Veldenzer’ (herber Geschmack) verwechselt werden.

## Belege
- Walter Hartmann (Hrsg.): Farbatlas Alte Obstsorten. 2., stark überarbeitete Auflage. Ulmer, Stuttgart 2003, ISBN 3-8001-4394-1, S. 199.